# Smarandache-Wellin-Zahl
In der Zahlentheorie ist eine Smarandache-Wellin-Zahl eine ganze Zahl {\displaystyle n\in \mathbb {N} }, deren Ziffern im Dezimalsystem (oder einem beliebigen anderen Zahlensystem) aus der Aneinanderkettung der ersten Primzahlen (in diesem Zahlensystem) besteht.
Zum Beispiel sind die ersten fünf Primzahlen im Dezimalsystem die Zahlen 2, 3, 5, 7 und 11. Somit ist die fünfte Smarandache-Wellin-Zahl die Zahl {\displaystyle n=235711}.
Ist eine Smarandache-Wellin-Zahl eine Primzahl, so heißt sie Smarandache-Wellin-Primzahl.
Diese Zahlen wurden nach dem Künstler Florentin Smarandache und dem Mathematiker Paul R. Wellin benannt.

## Beispiele
- Die ersten Smarandache-Wellin-Zahlen im Dezimalsystem sind die folgenden:
2, 23, 235, 2357, 235711, 23571113, 2357111317, 235711131719, 23571113171923, 2357111317192329, 235711131719232931, 23571113171923293137, … (Folge A019518 in OEIS)
- Die ersten Smarandache-Wellin-Primzahlen im Dezimalsystem sind die folgenden:
2, 23, 2357, … (Folge A069151 in OEIS)

Die vierte Smarandache-Wellin-Primzahl hat bereits 355 Stellen, die fünfte schon 499 Stellen.
- Die folgende Liste gibt an, die wievielte Smarandache-Wellin-Zahl die jeweilige Smarandache-Wellin-Primzahl ist:
1, 2, 4, 128, 174, 342, 435, 1429 (Folge A046035 in OEIS)

Beispiel 1: 
Obiger Liste kann man an der dritten Stelle die Zahl 4 entnehmen. Somit ist die Zahl, die man durch Aneinanderkettung der ersten 4 Primzahlen erhält, selbst eine Primzahl: {\displaystyle p=2357\in \mathbb {P} }.
Beispiel 2: 
Obiger Liste kann man an der vierten Stelle die Zahl 128 entnehmen. Somit ist die Zahl, die man durch Aneinanderkettung der ersten 128 Primzahlen erhält, selbst eine Primzahl: {\displaystyle p=23571113\ldots 709719\in \mathbb {P} }. Aus dieser Zahl kann man herauslesen, dass die vorletzte Primzahl (die 127. Primzahl) die Zahl 709 ist und die letzte (die 128.) Primzahl die Zahl 719 sein muss. Dies führt zu folgender Liste:
- Die folgende Liste gibt an, mit welcher Primzahl die Smarandache-Wellin-Primzahlen enden:

2, 3, 7, 719, 1033, 2297, 3037, 11927 (Folge A046284 in OEIS)
- Die folgende Liste gibt die Anzahl der Stellen der ersten Smarandache-Wellin-Primzahlen an:

1, 2, 4, 355, 499, 1171, 1543, 5719 (Folge A263959 in OEIS)
Beispiel: 
Den obigen drei Listen kann man an der achten Stelle die Zahlen 1429, 11927 und 5719 entnehmen. Somit ist die achte Smarandache-Wellin-Primzahl die Aneinanderkettung der ersten 1429 Primzahlen und endet mit ebendieser 1429. Primzahl, welche die Primzahl {\displaystyle p=11927} ist. Diese 1429. Smarandache-Wellin-Zahl ist eine 5719-stellige PRP-Zahl, also eine probable prime (das heißt, dass es noch nicht gesichert ist, ob sie tatsächlich eine Primzahl oder vielleicht doch nur eine Pseudoprimzahl ist). Sie wurde von Eric W. Weisstein im Jahr 1998 entdeckt.
- Die nächste, also die neunte Smarandache-Wellin-Primzahl (sofern sie existiert) ist mindestens die 34736. Smarandache-Wellin-Zahl, also die Aneinanderkettung der ersten 34736 Primzahlen.[1]

## Smarandache-Zahlen und Champernowne-Zahlen
In der Zahlentheorie ist eine Smarandache-Zahl eine ganze Zahl {\displaystyle n\in \mathbb {N} }, deren Ziffern im Dezimalsystem (oder einem beliebigen anderen Zahlensystem) aus der Aneinanderkettung der ersten Zahlen (in diesem Zahlensystem) besteht. Die {\displaystyle n}-te Smarandache-Zahl kürzt man mit {\displaystyle Sm(n)} ab.
Zum Beispiel sind die ersten fünf Zahlen im Dezimalsystem die Zahlen 1, 2, 3, 4 und 5. Somit ist die fünfte Smarandache-Zahl die Zahl {\displaystyle Sm(5)=12345}.
Ist eine Smarandache-Zahl eine Primzahl, so heißt sie Smarandache-Primzahl. Es ist aber noch keine bekannt.
Wenn mitten in einer Smarandache-Zahl abgebrochen werden darf, heißt die so entstandene Zahl Champernowne-Zahl. Zum Beispiel ist die zwölfte Smarandache-Zahl die Zahl {\displaystyle Sm(12)=123456789101112}. Die letzten beiden Ziffern stammen von der Zahl {\displaystyle 12}. Bricht man diese Zahl aber ganz hinten zwischen {\displaystyle 1} und {\displaystyle 2} ab, so erhält man die Champernowne-Zahl {\displaystyle m=12345678910111}.
Ist eine Champernowne-Zahl eine Primzahl, so heißt sie Champernowne-Primzahl.
Die folgende Zahl nennt sich Champernowne-Konstante oder auch wie oben Champernowne-Zahl:
{\displaystyle C=0,1234567891011121314\ldots } (Folge A033307 in OEIS)
Diese Zahlen wurden nach dem Mathematiker David Gawen Champernowne benannt.

### Beispiele
- Die ersten Smarandache-Zahlen sind die folgenden:

1, 12, 123, 1234, 12345, 123456, 1234567, 12345678, 123456789, 12345678910, 1234567891011, 123456789101112, … (Folge A007908 in OEIS)
- Die Anzahl der Stellen der ersten Smarandache-Zahlen sind die folgenden:

1, 2, 3, 4, 5, 6, 7, 8, 9, 11, 13, 15, 17, 19, 21, 23, 25, 27, 29, 31, 33, 35, 37, 39, 41, 43, 45, 47, 49, 51, 53, 55, 57, 59, … (Folge A058183 in OEIS)
- Die ersten Smarandache-Zahlen im Dualsystem sind die folgenden:

0, 1, 110, 11011, 11011100, 11011100101, 11011100101110, 11011100101110111, 110111001011101111000, 1101110010111011110001001, … (Folge A058935 in OEIS)
- Die ersten Champernowne-Zahlen sind die folgenden:

1, 12, 123, 1234, 12345, 123456, 1234567, 12345678, 123456789, 1234567891, 12345678910, 123456789101, 1234567891011, 12345678910111, 123456789101112, 1234567891011121, … (Folge A252043 in OEIS)
- Die ersten Champernowne-Primzahlen sind die folgenden:

1234567891, 12345678910111, 123456789101112131415161, … (Folge A176942 in OEIS)
- Die Anzahl der Stellen der ersten Champernowne-Primzahlen sind die folgenden:

10, 14, 24, 235, 2804, 4347, 37735, … (Folge A071620 in OEIS)
Die achte (noch nicht entdeckte) Champernowne-Primzahl wird mehr als 37800 Stellen haben.

### Faktorisierung von Smarandache-Zahlen
Die folgende Tabelle gibt die Primfaktoren der ersten 30 Smarandache-Zahlen an.
| {\displaystyle n}  | Faktorisierung von {\displaystyle Sm(n)}                      |
| ------------------ | ------------------------------------------------------------- |
| {\displaystyle 1}  | {\displaystyle 1}                                             |
| {\displaystyle 2}  | {\displaystyle 2^{2}\cdot 3}                                  |
| {\displaystyle 3}  | {\displaystyle 3\cdot 41}                                     |
| {\displaystyle 4}  | {\displaystyle 2\cdot 617}                                    |
| {\displaystyle 5}  | {\displaystyle 3\cdot 5\cdot 823}                             |
| {\displaystyle 6}  | {\displaystyle 2^{6}\cdot 3\cdot 643}                         |
| {\displaystyle 7}  | {\displaystyle 127\cdot 9721}                                 |
| {\displaystyle 8}  | {\displaystyle 2\cdot 3^{2}\cdot 47\cdot 14593}               |
| {\displaystyle 9}  | {\displaystyle 3^{2}\cdot 3607\cdot 3803}                     |
| {\displaystyle 10} | {\displaystyle 2\cdot 5\cdot 1234567891}                      |
| {\displaystyle 11} | {\displaystyle 3\cdot 7\cdot 13\cdot 67\cdot 107\cdot 630803} |
| {\displaystyle 12} | {\displaystyle 2^{3}\cdot 3\cdot 2437\cdot 2110805449}        |
| {\displaystyle 13} | {\displaystyle 113\cdot 125693\cdot 869211457}                |
| {\displaystyle 14} | {\displaystyle 2\cdot 3\cdot 205761315168520219}              |
| {\displaystyle 15} | {\displaystyle 3\cdot 5\cdot 8230452606740808761}             |

| {\displaystyle n}  | Faktorisierung von {\displaystyle Sm(n)}                                                                   |
| ------------------ | --- |
| {\displaystyle 16} | {\displaystyle 2^{2}\cdot 2507191691\cdot 1231026625769}                                                   |
| {\displaystyle 17} | {\displaystyle 3^{2}\cdot 47\cdot 4993\cdot 584538396786764503}                                            |
| {\displaystyle 18} | {\displaystyle 2\cdot 3^{2}\cdot 97\cdot 88241\cdot 801309546900123763}                                    |
| {\displaystyle 19} | {\displaystyle 13\cdot 43\cdot 79\cdot 281\cdot 1193\cdot 833929457045867563}                              |
| {\displaystyle 20} | {\displaystyle 2^{5}\cdot 3\cdot 5\cdot 323339\cdot 3347983\cdot 2375923237887317}                         |
| {\displaystyle 21} | {\displaystyle 3\cdot 17\cdot 37\cdot 43\cdot 103\cdot 131\cdot 140453\cdot 802851238177109689}            |
| {\displaystyle 22} | {\displaystyle 2\cdot 7\cdot 1427\cdot 3169\cdot 85829\cdot 2271991367799686681549}                        |
| {\displaystyle 23} | {\displaystyle 3\cdot 41\cdot 769\cdot 13052194181136110820214375991629}                                   |
| {\displaystyle 24} | {\displaystyle 2^{2}\cdot 3\cdot 7\cdot 978770977394515241\cdot 1501601205715706321}                       |
| {\displaystyle 25} | {\displaystyle 5^{2}\cdot 15461\cdot 31309647077\cdot 1020138683879280489689401}                           |
| {\displaystyle 26} | {\displaystyle 2\cdot 3^{4}\cdot 21347\cdot 2345807\cdot 982658598563\cdot 154870313069150249}             |
| {\displaystyle 27} | {\displaystyle 3^{3}\cdot 19^{2}\cdot 4547\cdot 68891\cdot 40434918154163992944412000742833}               |
| {\displaystyle 28} | {\displaystyle 2^{3}\cdot 47\cdot 409\cdot 416603295903037\cdot 192699737522238137890605091}               |
| {\displaystyle 29} | {\displaystyle 3\cdot 859\cdot 24526282862310130729\cdot 19532994432886141889218213}                       |
| {\displaystyle 30} | {\displaystyle 2\cdot 3\cdot 5\cdot 13\cdot 49269439\cdot 370677592383442753\cdot 17333107067824345178861} |

### Verallgemeinerungen
Weil es keine bekannten Smarandache-Primzahlen gibt, werden Verallgemeinerungen gesucht.
Wenn man {\displaystyle k} aufeinanderfolgende Zahlen hintereinander aufschreibt, aber nicht unbedingt mit {\displaystyle n=1}, sondern auch mit {\displaystyle n=2} oder {\displaystyle n=3} etc. beginnt, erhält man Primzahlen. Wie lautet die kleinste Primzahl, die so erzeugt werden kann, wenn man mit {\displaystyle n=1,2,3,\ldots } beginnt? Die folgende Liste gibt Auskunft (wenn es keine bekannte Primzahl gibt, wird 0 angegeben):
0, 1, 1, 4, 1, 2, 1, 2, 179, 0, 1, 2, 1, 4, 5, 28, 1, 3590, 1, 4, 0, 0, 1, 0, 25, 122, 0, 46, 1, 0, 1, 0, 71, 4, 569, 2, 1, 20, 5, 0, 1, 2, 1, 8, 0, 0, 1, 0, 193, 2, 0, 0, 1, 0, 0, 2, 5, 4, 1, 0, 1, 2, 0, 4, 5, 938, 1, 2, 119, 58, 1, 116, 1, 0, 125, 346, 5, 2, 1, 2, 0, 0, 1, 0, 0, 32, … (Folge A244424 in OEIS)
Beispiel 1: An der 1. Stelle der obigen Liste steht eine {\displaystyle 0}.
Somit ist im Moment noch keine Primzahl bekannt, die mit {\displaystyle p=1\mathbf {2} 3\mathbf {4} 5\ldots } beginnt.
Beispiel 2: An der 15. Stelle der obigen Liste steht eine {\displaystyle 5}.
Somit ist die Zahl {\displaystyle p=15\mathbf {16} 17\mathbf {18} 19\in \mathbb {P} } die kleinste Primzahl, die mit {\displaystyle 15} beginnt und mit den darauffolgenden Zahlen weitergeht.
Beispiel 3: An der 18. Stelle der obigen Liste steht die Zahl {\displaystyle 3590}.
Somit ist die Zahl {\displaystyle p=18\mathbf {19} 20\mathbf {21} 22\ldots 3607\in \mathbb {P} } die kleinste Primzahl, die mit {\displaystyle 18} beginnt und mit den darauffolgenden Zahlen weitergeht. Sie endet, wie man sieht, mit der Zahl {\displaystyle 3607} und hat {\displaystyle 13296} Stellen.
Beispiel 4: An der 21. Stelle der obigen Liste steht eine {\displaystyle 0}.
Somit ist im Moment noch keine Primzahl bekannt, die mit {\displaystyle p=21\mathbf {22} 23\mathbf {24} 25\ldots } beginnt.
Sei {\displaystyle S(n,k)} die Zahl, die mit {\displaystyle 123456\ldots } beginnt, die Dezimalzahlen 1, 2, 3, …, k beinhaltet, aber bei der die n-te Zahl fehlt (zum Beispiel ist {\displaystyle S(4,9)=12356789}). Dann sind die kleinsten {\displaystyle k}, für die {\displaystyle S(n,k)} eine Primzahl ist, die folgenden (wenn es keine bekannte Primzahl gibt, wird 0 angegeben):
2, 3, 7, 9, 11, 7, 11, 1873, 19, 14513, 13, 961, 0, 653, 0, 5109, 493, 757, 29, 1313, … (Folge A262300 in OEIS)
Beispiel 1: An der {\displaystyle 3}. Stelle der obigen Liste steht eine {\displaystyle 7}.
Somit ist die Zahl {\displaystyle S(3,7)=p=124567\in \mathbb {P} } die kleinste Primzahl, bei der die {\displaystyle 3} fehlt, aber die sonst alle Ziffern von {\displaystyle 1} weg beinhaltet.
Beispiel 2: An der {\displaystyle 9}. Stelle der obigen Liste steht die Zahl {\displaystyle 19}.
Somit ist die Zahl {\displaystyle S(9,19)=p=1234567810111213141516171819\in \mathbb {P} } die kleinste Primzahl, bei der die {\displaystyle 9} fehlt, aber die sonst alle Zahlen von {\displaystyle 1} weg beinhaltet.
Beispiel 3: An der {\displaystyle 13}. Stelle der obigen Liste steht die Zahl {\displaystyle 0}.
Somit ist keine Zahl der Form {\displaystyle S(13,k)=123456789101112141516171819\ldots k} bekannt, die prim ist.

### Ungelöste Probleme
Es wird vermutet, dass es unendlich viele Smarandache-Primzahlen gibt, es wurde aber noch keine einzige gefunden (Stand: Dezember 2016). Unter den ersten 344.869 Smarandache-Zahlen gibt es auf jeden Fall keine Smarandache-Primzahlen.